# Fouga CM-175 Zéphyr
Le Fouga CM-175 Zéphyr est un avion d'entraînement militaire biplace en tandem ayant servi dans l'aéronavale française de 1959 à 1994. Il fut développé à partir du Fouga CM-170 Magister dont il diffère sur certains points : 
- une crosse d’appontage, deux crocs de catapultage ;
- des renforcements structuraux ;
- Réservoirs de bout d'aile amovibles (mais non largables en vol) de 122 l de capacité, en lieu et place des 230 l équipant les Magister de l’Armée de l’Air.
- un renforcement du train d’atterrissage avec amortisseurs longue course surélevé de 15 cm avec surgonflage de l’amortisseur avant ;
- des verrières coulissantes pour catapultage et appontage verrières ouvertes ;
- deux réacteurs Marboré II G3 moins puissants que la version « VI » de l'Armée de l'Air, d'une poussée de 3,9 kN à 22 600 tr/min est équipé d'un compresseur centrifuge monocorps, dont la consommation de carburant s'établit à 412,6 l/h[3].

## Origines
En 1953 l'état major de la Marine nationale fit savoir qu'il recherchait un avion d'entraînement apte à pouvoir former les futurs pilotes de jets. En effet celle-ci venait d'acquérir ses premiers avions à réaction, les Aquilon et ne pouvait plus faire reposer la formation de ses pilotes sur les seuls North American SNJ, des avions désormais obsolètes. Elle envisagea donc de se tourner vers les États-Unis afin d'y acquérir un tel appareil.
À la même époque la société Fouga proposa de développer une version spécifique de son CM-170 Magister destiné spécifiquement à la marine. Celui-ci fut d'ailleurs tout d'abord nommé CM-170M Esquif. Par rapport à son « grand frère » terrestre il se distinguait par un renforcement général de la structure et des attributs typiquement marins, comme des verrières coulissantes, la crosse d'appontage, l'élingue, ou encore le train d'atterrissage renforcé.

## Développement
Le programme du CM-170M Esquif fut mené conjointement par le ministère de la défense nationale et Fouga, avec le concours extérieur du Royal Aircraft Establishment de Bedford qui disposait des équipements nécessaires aux tests sur jets embarqués.
C'est la Direction technique et industrielle de l'aéronautique qui fut chargée par le ministère de la défense nationale de préfigurer l'avion. L'ensemble du programme était placé sous l'autorité et le contrôle de Paul Anxionnaz.
Son développement industriel fut très rapide et le pilote d'essai Léon Bourrieau lui fit prendre les airs pour la première fois en juillet 1956.
Pour les essais de validation le Royal Aircraft Establishment mit à disposition des Français un porte-avions britannique : le HMS Bulwark (R08). C'est à partir de ce bâtiment, mouillant au large de Cherbourg que les essais d'appontages et de décollages furent menés en août 1957. Les deux Esquif utilisés portaient les immatriculations F-ZWUD et F-ZWUZ. Après le Bulwark, ce fut le HMS Eagle qui fut utilisé au large de Toulon pour des essais similaires. Ces derniers eurent lieu en mars 1958.
En octobre 1958, premier appontage d'un CM-170M Esquif sur l'Arromanches doté d'une piste oblique à 4° depuis sa grande refonte de 1957-58.
En mai 1959 le premier appareil de série faisait son entrée en service opérationnel. La Marine nationale prit la décision de rebaptiser l'Esquif en Zéphyr car les aéronefs embarqués de l'époque portaient le nom de vents, tandis que Potez qui avait repris les activités de Fouga changea la désignation constructeur en CM-175 car les modifications successives pour la navalisation en avait fait un appareil différent du CM-170 même si l'aspect extérieur était assez voisin. La livraison des 30 exemplaires s'échelonne de 1959 à 1961.

## Engagements
Jamais exporté, le Fouga CM-175 Zéphyr ne servit qu'au sein de l'Aéronautique navale française. Lorsqu'il arriva en unité les Aquilon équipaient deux flottilles (11F et 16F), l'Étendard IV-M étant en phase d'entrée en service pour remplacer les Corsair. La Marine nationale entrait pleinement dans l'ère des avions à réaction.
Les Fouga CM-175 Zéphyr furent également employés pour la formation avancée des pilotes destinés à voler sur l'avion de lutte ASM Breguet Alizé. Par la suite ils formèrent les futurs pilotes d'Étendard IV-P et de Super-Étendard. Les Zéphyr volèrent durant leur carrière à partir des trois porte-avions français : l'Arromanches, le Clemenceau et le Foch.
Les Fouga CM-175 Zéphyr furent finalement retirés du service actif le 25 novembre 1994. Dès lors la formation sur porte-avions des pilotes de l'Aéronautique navale se fait avec l'US Navy et ses McDonnell Douglas T-45 Goshawk. Au cours de leur carrière la plupart des Zéphyr eurent également à remplir des missions de liaisons rapides et de transport de personnalités, à l'instar des MS-760 Paris.

## Utilisateurs
- France
  - Marine nationale
    - Aéronautique navale
      - Centre d'études pratiques d'aviation (CEPA).
      - Escadrille 57S, école de chasse de la Marine.
      - Escadrille 59S, école de chasse tous-temps et aviation embarquée.
      - Escadrille 2S.
      - Section « Fouga » de Landivisiau.
      - Centre école de l'aéronautique navale de Rochefort.

## Accidents
| Date             | Lieu                              | Type   | Numéro de série Immatriculation | Opérateur                               | Commentaires | Nombre de victimes                 |
| ---------------- | --------------------------------- | ------ | ------------------------------- | --------------------------------------- | --- | ---------------------------------- |
| 18 août 1960     | Base Aéronavale de Khouribga      | CM-175 | no 8                            | Escadrille 57S de l'aéronavale          | Perdu à la suite d'une collision avec un MS-733.                                                                             | ?                                  |
| 9 novembre 1973  | Toulon                            | CM-175 | no 13                           | Force maritime de l'aéronautique navale | Tombé du pont de l'Arromanches après la rupture du câble censé le stopper.                                                   | 1 mort et 1 blessé + 1 mort au sol |
| 14 février 1991  | île du Levant                     | CM-175 | no 29                           | Escadrille 59S de l'aéronavale          | Perdu au cours d’une mission de tir de roquettes dans la zone de tir du Titan.                                               | ?                                  |
| 11 février 1992  | Presqu'île de Giens               | CM-175 | no 3                            | Escadrille 59S de l'aéronavale          | Perdu en mer lors d’un vol d’entrainement de nuit, avec l’enseigne de vaisseau de première classe Cherrey aux commandes.     | 1 mort                             |
| 22 octobre 1992  | Signes                            | CM-175 | no 6                            | Escadrille 59S de l'aéronavale          | Crashé alors qu’il était piloté par le second-maître pilote Cyrille Loiseau.                                                 | 1 mort                             |
| 26 octobre 1993  | Porquerolles                      | CM-175 | no 22                           | Escadrille 59S de l'aéronavale          | Perdu en mer avec à son bord l’Enseigne de Vaisseau pilote Yann Frangeul et le Lieutenant de Vaisseau pilote Désiré Le Goff. | 2 morts                            |
| 7 septembre 2003 | Aéroport d'Ajaccio Campo dell'Oro | CM-175 | no 5 F-AZPI                     | Collectionneur privé basé à Cuers       | Crash lors du meeting Corsicaria 2003.                                                                                       | 1 mort                             |
| 4 novembre 2019  | Aéroport de Nîmes-Garons          | CM-175 | no 28 F-AZPF                    | Association Zéphyr 28                   | Sortie de piste à la suite d'une embardée sur piste mouillée à l’atterrissage.                                               | équipage indemne                   |

## Versions
- CM-170M Esquif : Désignation attribuée aux deux prototypes.
- CM-175 Zéphyr : Désignation attribuée aux trente avions de série.

## Préservation

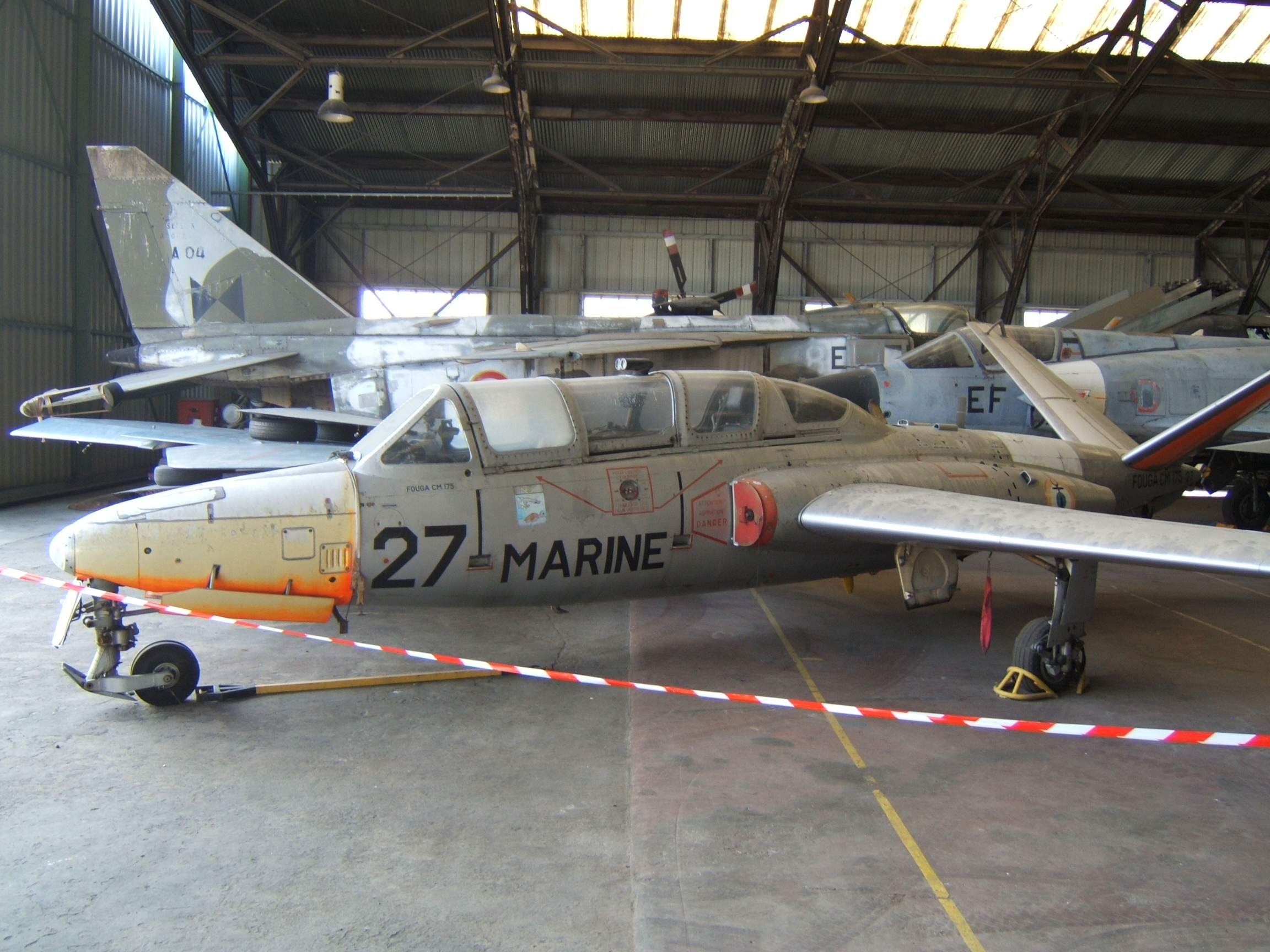
Fouga CM-175 Zéphyr du musée de l'air et de l'espace vu ici dans les réserves de Dugny.

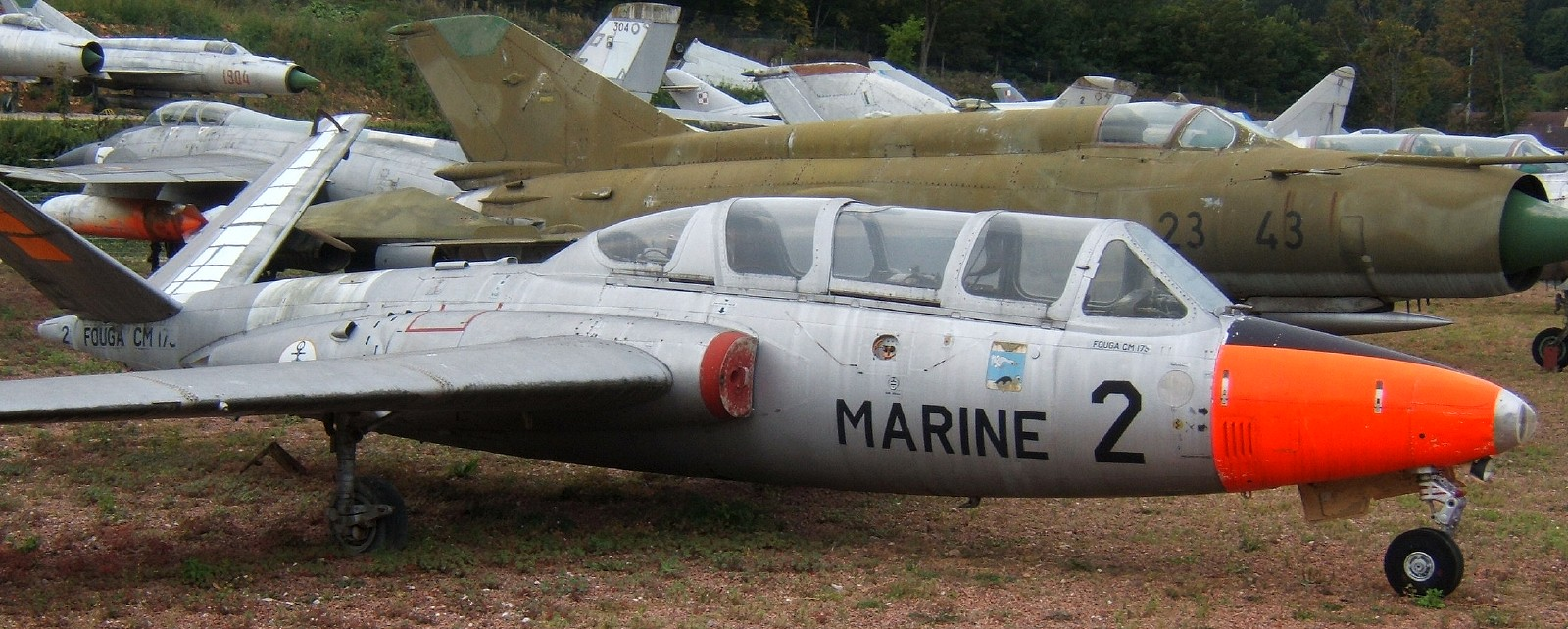
Fouga Zéphyr au Musée de Savigny-lès-Beaune

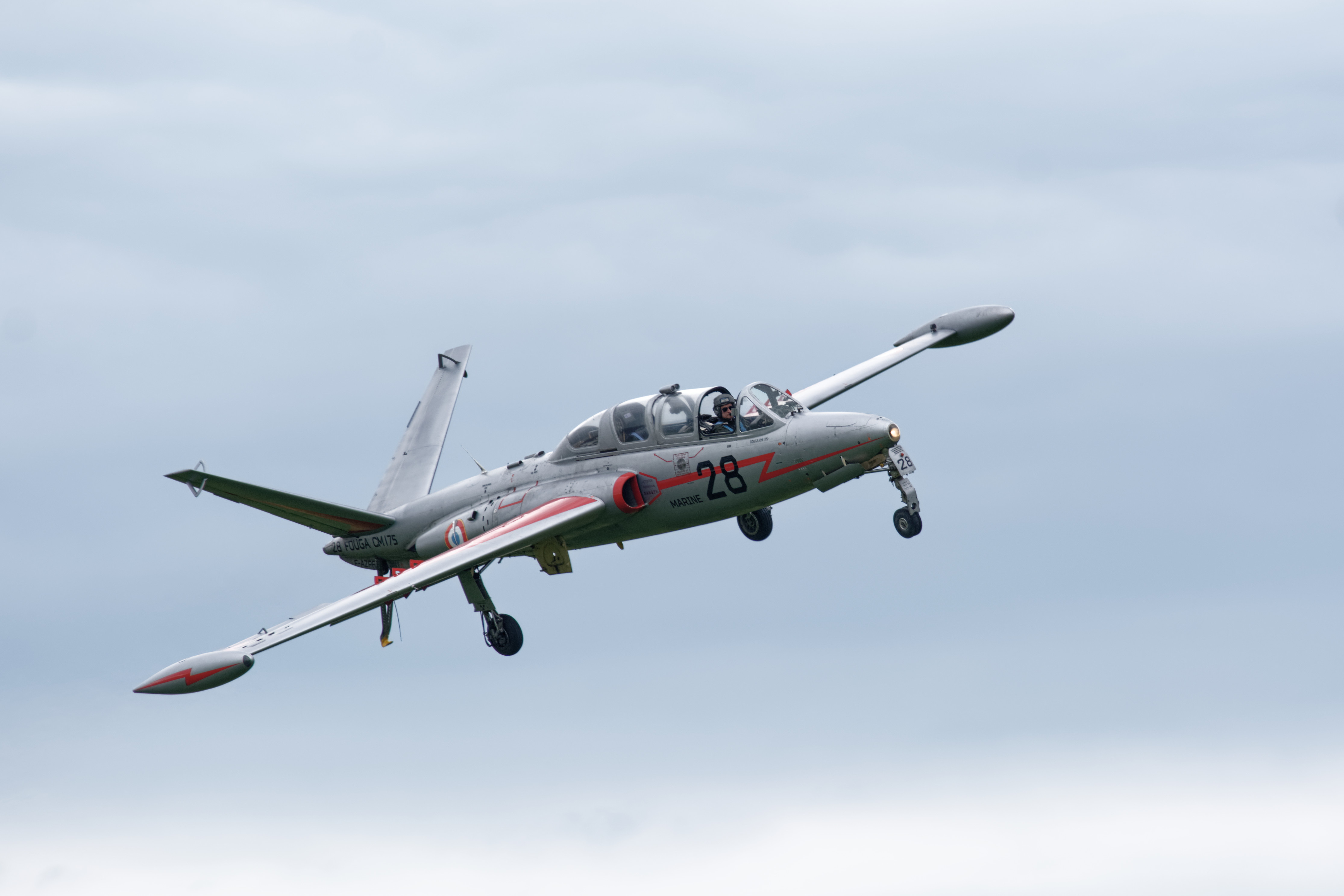
Fouga Zéphyr no 28 de l'association "Zéphyr 28" au Meeting de la Ferté Alais

Plusieurs Fouga CM-175 Zéphyr étaient début 2012 encore préservés dans des musées ou dans des bases françaises.
- Appareil no 1 (prototype Esquif) : Musée de l'aéronautique navale de Rochefort (17). Ferraillé.
- Appareil no 2 (prototype Esquif) : Musée de Savigny-lès-Beaune.
- Appareil n°4 : En exposition statique sur l'aérodrome de Grimbergen (EBGB).
- Appareil n°11 : Actuellement en cours de restauration par l'association Armor Aero Passion, il est actuellement conservé dans un hangar de l'aéroport de Morlaix pour une prochaine remise en vol.
- Appareil n°12 : démonté et en restauration à Orange.
- Appareil no 14 : versé à l'ASPAA sur l’aérodrome de Brive-Laroche. Maintenu en état de vol par un collectionneur privé immatriculé F-AZMO à Villeneuve-sur-lot[12].
- Appareil no 16 et no 20 : musée de l'Aéronautique navale de Rochefort.
- Appareil no 17 : dans les réserves du Musée de l’air et de l’espace. Il était encore stocké à Dugny en 2010.
- Appareil no 18 : Il est actuellement exposé sur stèle devant un magasin de surplus militaire Le Surplus, en bordure de l’autoroute A7, au sud de Valence[13].
- Appareil no 21 : exposé en bout Sud de la piste 13/31 (coté plage) de l'enceinte de la base d'aéronautique navale d'Hyères (aéroport de Toulon-Hyères).
- Appareil no 23 : dans les réserves du musée de l'Air et de l'Espace.
- Appareil no 24 : Musée de l'aéronautique navale de Rochefort (17).
- Appareil no 27 : Exposé au musée de l'Air et de l'Espace.
- Appareil no 28 : immatriculation F-AZPF, racheté à la Marine nationale en août 1995 avec le soutien du contre-amiral Jean Wild par l'association Zéphyr du capitaine de frégate Ramon Josa. Le Zéphyr 28 a été basé au Castellet et ensuite à Avignon-Caumont et a été présenté 350 fois en Meeting par Ramon Josa (6700 heures de vol et 800 appontages de nuit et de jour[14],[15]). En septembre 1998, l'atelier de la base aéronavale de Hyères redonne au Zephyr 28 la robe de la patrouille de présentation de 6 Zéphyr (la flottille 59S de 1961) selon les plans de peinture imaginés par le pilote Michel Cousyn et dont l’emblème est un loup noir qui rappelle une des missions de la 59S de l’époque: la chasse de nuit d’abord sur F6F puis sur Aquilon[1]. En 2015 le Zéphyr 28 est revendu repris par l'association Zephyr 28 avec le soutien de l'association Cocardes Marine.
- Appareil no 30 : En exposition statique sur la BAN Landivisiau (Finistère 29400).

## Appareils similaires
- États-Unis : Lockheed TV Seastar.
- États-Unis : North American T2J Buckeye.